# Parydra lutumilis
Parydra lutumilis är en tvåvingeart som beskrevs av Ichiro Miyagi 1977. Parydra lutumilis ingår i släktet Parydra och familjen vattenflugor. Inga underarter finns listade i Catalogue of Life.